# 昌興線
昌興線（チャンフンせん）は、朝鮮民主主義人民共和国咸鏡南道咸興市興南区域にある昌興駅から蓮興駅までを結ぶ鉄道路線である。

## 歴史
- 1987年11月9日 - この日の朝鮮中央通信報道によると、「最近」電化工事が完成[1]。

## 路線データ
- 路線距離：昌興～蓮興間8.3km
- 駅数：2（両端駅を含む）
- 軌間：1435mm
- 電化区間：全線（直流3000V）
- 複線区間：なし

## 駅一覧
- 駅所在地は全線咸鏡南道咸興市興南区域内。

| 駅名            | 駅名            | 駅名                  | 駅間キロ (km) | 累計キロ (km) | 接続路線             |
| 日本語          | 朝鮮語          | 英語                  | 駅間キロ (km) | 累計キロ (km) | 接続路線             |
| --------------- | --------------- | --------------------- | ------------- | ------------- | -------------------- |
| 昌興駅 (本宮駅) | 창흥역 (본궁역) | Ch'anghŭng (Pon'gung) | 0.0           | 0.0           | 北朝鮮鉄道省：平羅線 |
| 蓮興駅          | 련흥역          | Ryŏnghŭng             | 8.3           | 8.3           |                      |

## 参考資料
- 国分隼人（2007年）. 『将軍様の鉄道 北朝鮮鉄道事情』, 新潮社. ISBN 9784103037316